# Jean Wallace
Jean Wallace (* 12. Oktober 1923 in Chicago als Jean Walasek; † 14. Februar 1990 in Los Angeles) war eine amerikanische Filmschauspielerin, die vor allem für ihre Rollen in den 1940er und 1950er Jahren bekannt wurde.

## Leben
Jean Wallace war die Tochter von John T. Walaszek und Mary A. Walaszek geb Sharkey. Sie arbeitete als Model und spielte 1941 mit 17 Jahren ihre erste Rolle in dem Film Mädchen im Rampenlicht von Metro-Goldwyn-Mayer (MGM). Als bekannt wurde, dass sie zwei Jahre jünger war als im Vertrag mit MGM angegeben (19 Jahre), löste das Filmstudio ihren Vertrag auf, und Wallace begann noch im gleichen Jahr Engagements bei Paramount Pictures. Dort wurde sie in Louisiana Purchase erstmals auch in den Credits namentlich genannt.
Ebenfalls 1941 heiratete sie den Schauspieler Franchot Tone. Die beiden hatten zwei Söhne. Die Ehe wurde 1948 geschieden, und Franchot Tone erhielt das alleinige Sorgerecht für die beiden Söhne. Jean Wallace hatte in dieser Zeit erhebliche Alkoholprobleme und unternahm 1949 einen Suizidversuch. Schon 1946 hatte sie versucht, sich mit einer Überdosis Schlaftabletten das Leben zu nehmen. In dem 1949 erschienenen Film Jigsaw spielte Wallace an der Seite Tones ihre erste Hauptrolle. Im Jahr 1950 war sie kurz mit dem Soldaten James Randall verheiratet, diese Ehe wurde bereits nach fünf Monaten annulliert. In den 1950er Jahren trat sie zweimal kurz in Fernsehserien auf.
1951 heiratete sie den Schauspieler und Regisseur Cornel Wilde, mit dem sie in mehreren Film noirs von Wildes Produktionsgesellschaft Theodora die Hauptrolle spielte. Cornel Wilde und Jean Wallace hatten einen Sohn. Ihren letzten Auftritt hatte sie 1970 in No Blade of Grass an der Seite ihres Mannes. Im Jahr 1981 ließ sich das Paar scheiden.
Jean Wallace starb im Alter von 66 Jahren an einer Gastrointestinalen Blutung. Sie ist auf dem Hollywood Forever Cemetery beigesetzt.

## Filmografie (Auswahl)
- 1941: Mädchen im Rampenlicht (Ziegfeld Girl)
- 1941: Louisiana Purchase
- 1943: Salute for Three
- 1946: It Shouldn’t Happen to a Dog
- 1947: Blaze of Noon
- 1948: When My Baby Smiles at Me
- 1949: Jigsaw
- 1949: Der Mann vom Eiffelturm (The Man on the Eiffel-Tower)
- 1950: The Good Humor Man
- 1951: Native Son
- 1954: Die Burg der Verräter (Star of India)
- 1955: Geheimring 99 (The Big Combo)
- 1955: Sturm-Angst (Storm Fear)
- 1957: Die Teufelskurve (The Devil’s Hairpin)
- 1958: Flammen über Maracaibo (Maracaibo)
- 1963: Lancelot, der verwegene Ritter (Lancelot and Guinevere)
- 1967: Blutiger Strand (Beach Red)
- 1970: No Blade of Grass